# Куртяк Федір Федорович
Куртяк Федір Федорович (нар. 16 липня 1979, Хуст) — завідувач кафедри зоології Ужгородського національного університету, кандидат біологічних наук, доцент, іхтіолог, батрахолог, герпетолог, педагог, фахівець у галузі екології риб, амфібій та рептилій Карпатського регіону. Автор Національної доповіді про стан популяцій амфібій та рептилій в Україні (Берн, 2008). Ембріолог клініки допоміжних репродуктивних технологій.

## Життєпис

### Науковий ступінь, вчене звання та посада
- Кандидат біологічних наук (2004), доцент (2007), старший науковий співробітник за спеціальністю 03.00.08 — зоологія (2010).
- Завідувач кафедри зоології біологічного факультету Державного вищого навчального закладу «Ужгородський національний університет»;
- заступник декана біологічного факультету Державного вищого навчального закладу «Ужгородський національний університет» з наукової роботи